# Лиляна Гюзелова
Лиляна Димитрова Гюзелова, по мъж Хаджибошкова (на македонска литературна норма: Лилјана Ѓузелова-Хаџи Бошкова), е лингвистка, художничка и скулпторка от Северна Македония.

## Биография
Дъщеря е на българския революционер, деец на Македонската младежка тайна революционна организация и философ Димитър Гюзелов и на Донка Иванова от рода на войводата Лазар Дивлянски, една от основателките на Тайната културно-просветна организация на македонските българки.
Родена е в 1935 година в Чачак, Сърбия, където баща ѝ отива да работи като гимназиален учител, тъй като след излизането от сръбския затвор му е забранено да живее в Македония. Там в 1939 година е роден и брат ѝ Богомил. След освобождаването на Вардарска Македония през 1941 година, Лиляна със семейството си живее в Скопие, където баща ѝ става директор на Радио Скопие. След изтеглянето на българските войски от Вардарска Македония през 1944 година баща ѝ е убит от македонистката комунистическа власт като „национален предател“.
Дипломира се във Философския факултет в Скопие в 1959 година, учила е в Обединеното кралство, САЩ, Русия и Франция. Работи в Националната университетска библиотека „Климент Охридски“.
Става известна като скулптурка и визуална художничка. Има десетина самостоятелни изложби в страната и в чужбина, като първата е в 1990 година, участва и в няколко групови изложби.
Омъжена е за Петър Хаджибошков, скулптор и художник, почетен член на Македонската академия на науките и изкуствата. Синът им Игор емигрира в началото на 90-те години и се установява във Великобритания; работи в сферата на киното.
Умира на 17 юли 2018 година в Скопие.

## Творчество
След първата си самостоятелна изложба (1990) се занимава активно с изобразително изкуство. Основни теми, с които се занимава, са историята, женската алтернативна история, събитията от миналото на семейството ѝ, цензурата. Нейните творби са ангажирани и критични.
В периода 1996 – 2006 година работи върху арт инсталация, която нарича Вечното завръщане, посветена на баща ѝ, неговото убийство и клеймото, което държавата е сложила върху децата на репресираните родители и срещу което Лиляна се бунтува. Тя казва:
| „ | С този цикъл се опитах да възстановя прекъснатия диалог с татко. Не успях да го завърша, защото постоянно и постоянно излизат нови открития, нови документи, различни информации. Ние като невинни наследници наследихме неговата истинска или измислена вина. Тая вина още като деца държавата ни я запечата на нашите чела. Невинни я носехме и бяхме занемели. Трябваше и искахме да мълчим. Со овој циклус се обидов да го возобновам прекинатиот дијалог со таткото. Не успеав да го завршам зашто постојано и постојано излегуваат нови откритија, нови документи, различни информации. Ние како наследници недолжни ја наследивме неговата, вистинита или накалемена вина. Таа вина уште како деца, државата ни ја запечати на нашите чела. Недолжни ја носевме и бевме занемени. Моравме и сакавме да молчиме. | “ |

Четвъртата част на инсталацията (Вечното завръщане – 4 ) е представена в Галерия „Прес ту егзит“ в 2006 година, с помощта на Швейцарската програма за култура в Македония. Това е видеоинсталация, която се излъчва от леко отворена метална кутия. Включени са елементи от направения две години по-рано пърформанс на хълма Зайчев рид край Скопие, когато Гюзелова създава отворен кръг на предполагаемото място на екзекуцията и погребението на баща си. Във видеото са включени и елементи от втората изложба (1997 година, в частна къща в Мачир Маало), както и от третата инсталация 10 години преди това (в „Отворено графичко студио“). В тези два проекта тя се появява с ковчега и парчета хартиени дрехи с ръкописи. Има документи, ръкописи, снимки от семейния архив. Във филма говорят авторката, брат ѝ Богомил Гюзелов, кураторката Сузана Милевска, участват и двама говорители.
С майка ѝ Донка Иванова и нейната революционна дейност е свързана самостоятелната ѝ изложба Женска книга (2010), чрез която Лиляна Гюзелова разкрива непознати за македонската публика сведения.
В годините след смъртта на съпруга си подготвя и открива голяма ретроспективна изложба на творчеството му (2017).